# Mariscal de Castilla
Mariscal de Castilla fue una antigua ocupación militar del reino de Castilla, cuyas funciones fueron asumidas en el reinado de Carlos I por los maestres de campo.

## Historia
El clérigo e historiador renacentista Pedro de Salazar y Mendoza señaló que el cargo de mariscal de Castilla fue creado en 1382 por el rey Juan I de Castilla, y afirmó que:

La jurisdiccion que el Rey (de Castilla) dió a sus Mariscales fue para todos los negocios civiles y criminales en sus exércitos, reconociendo al Condestable que era el general. Dióles también facultad para muchas de las cosas que la tenían los Tribunos de los soldados Romanos, y con esto quedó oficio muy calificado, y con mucha autoridad.

También afirmó Salazar y Mendoza que los dos primeros mariscales de Castilla fueron Fernando Álvarez de Toledo, señor de Valdecorneja y notario mayor del reino de Toledo y de quien descienden los condes de Alba de Tormes y los duques de Alba, y Diego Gómez Sarmiento, que fue adelantado mayor de Castilla y de Galicia y esposo de Leonor Enríquez de Castilla, nieta de Alfonso XI de Castilla, de quienes descienden los condes de Salinas.
También fueron mariscales de Castilla varios miembros de la Casa de Valencia, que descendían en línea directa del infante Juan de Castilla el de Tarifa, hijo de Alfonso X, y del rey Alfonso IV de Portugal, y entre los que figuraron los mariscales Juan de Valencia, Diego de Valencia y Alfonso de Valencia y Bracamonte. Les sucedieron los miembros de la Casa de Córdoba.
Numerosos individuos fueron mariscales de Castilla a lo largo de la historia, y Salazar y Mendoza señala que sus funciones fueron asumidas posteriormente por los maestres de campo, creados durante el reinado de Carlos I.